# Cecil Collins
Pour les articles homonymes, voir Collins.
Cecil Collins, né le 23 mars 1908 à Plymouth, et mort le 4 juin 1989 à Londres, est un artiste peintre.

## Biographie
Il a étudié à Plymouth School of Art (1923-1927) et au Royal College of Art à Londres (1927-1931).